# アンダーセン空軍基地
アンダーセン空軍基地（アンダーセンくうぐんきち、英: Andersen Air Force Base）は、アメリカ合衆国の海外領土であるグアムのジーゴから北東に約6.4kmの場所に位置するアメリカ空軍の基地である。西太平洋地域で唯一、アメリカ空軍の戦略爆撃機が展開可能な基地となっている。
2009年10月にグアム海軍基地とともに、マリアナ統合管区を構成する施設となっている。

## 概要
第二次世界大戦中の1944年12月3日に、日本本土空襲のためのB-29爆撃機用の基地として、ノース・フィールドの名称で設置された。第二次世界大戦後の1949年10月7日、太平洋上で事故死した米陸軍航空隊のジェームズ・ロイ・アンダーセン（James Roy Andersen）准将にちなみ、アンダーセン空軍基地へ改称された。
1965年にアメリカ合衆国が軍事介入したベトナム戦争では、アメリカ本土からB-52飛行隊が移駐し、ベトナム民主共和国までの遠距離爆撃作戦（北爆）の拠点となった。
2016年8月からは、B-52の一部を置き換える形でB-1爆撃機の配備が始まった。朝鮮民主主義人民共和国による核爆弾・弾道ミサイル開発への抑止力、中華人民共和国による南シナ海進出への牽制力を強化する目的とされている。同年以降は、しばしば基地から朝鮮半島方面の飛行が行われ、自衛隊や大韓民国国軍との共同訓練も行われている。
2020年4月17日、アメリカ軍は動力的戦力運用構想の一環としてB-52のグアム配備見直しを行い、前日までに配備されていた5機をノースダコタ州のマイノット空軍基地に移動させたことを発表した。今後は、アメリカ本土からの運用が行われる。

## 所在部隊

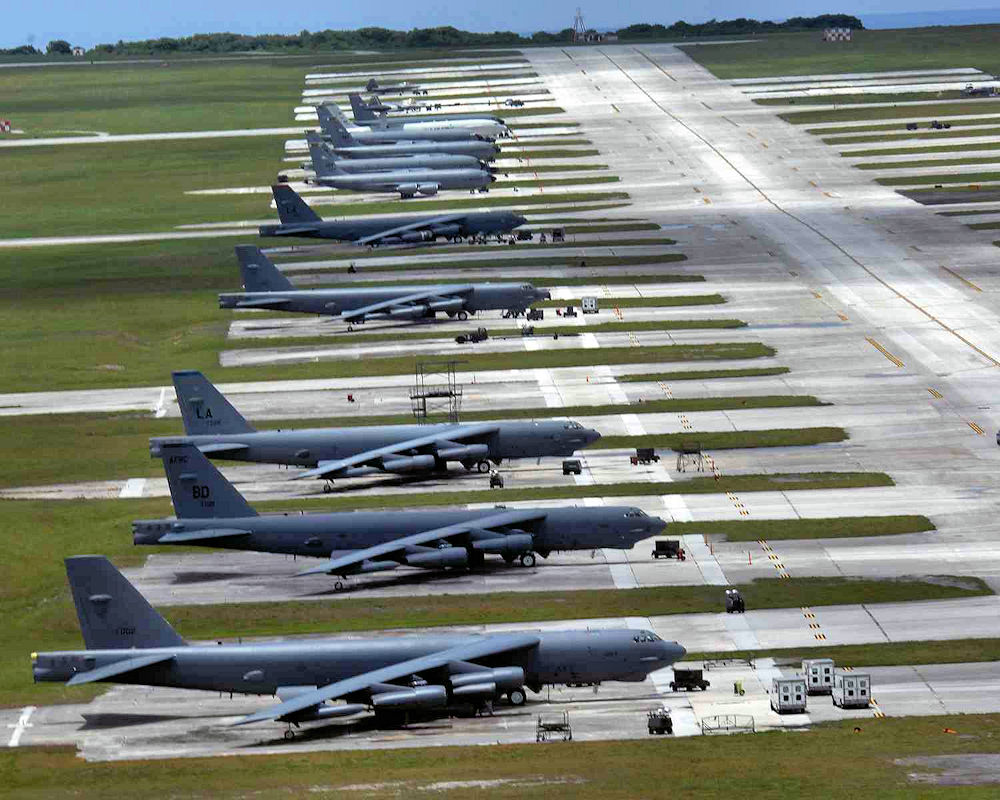
ルイジアナ州バークスデール空軍基地から前方展開したB-52H（奥の機体はKC-135R）

アンダーセン空軍基地には、以下の部隊が所在している。
第11空軍隷下
- 第36航空団（英語版）
  - 第36作戦群（英語版）
    - 第36作戦支援中隊

  - 第36緊急対応群
    - 第36機動対応中隊
    - 第554レッドホース中隊
    - 第644戦闘通信中隊
    - 第736警備中隊

  - 第36整備群
    - 第36遠征航空機整備中隊
    - 第36整備中隊
    - 第36弾薬中隊

  - 第36医療群
    - 第36医療運用中隊
    - 第36医療支援中隊

  - 第36任務支援群
    - 第36施設中隊
    - 第36通信中隊
    - 第36契約中隊
    - 第36福利厚生中隊
    - 第36兵站即応中隊
    - 第36警備中隊

第16空軍隷下
- 第319偵察航空団（英語版）
  - 第319作戦群（英語版）
    - 第4偵察飛行隊 - RQ-4B[14]

アメリカ空軍遠征センター隷下
- 第515航空機動作戦航空団（英語版）
  - 第715航空機動作戦群
    - 第734航空機動中隊

第4空軍隷下
- 第624地域支援群（英語版）
  - 第44飛行場業務中隊
  - 第624航空宇宙医学小隊
  - 第624地域支援群作戦分遣隊アルファ
  - 第724航空衛生ステージング小隊

グアム空軍州兵
- 第254基地航空群
  - 第254レッドホース中隊
  - 第254警備中隊

アメリカ海軍太平洋艦隊ヘリコプター海洋戦闘航空団司令官隷下
- 第25ヘリコプター海上戦闘飛行隊 - MH-60S

アメリカ宇宙軍宇宙作戦軍団隷下
- 第6宇宙部隊
  - 第21宇宙作戦中隊（英語版）第2分遣隊